# Groupement d'intérêt public
Pour les articles homonymes, voir GIP et Groupement.
Un groupement d'intérêt public (GIP) est, en France, une personne morale de droit public dotée d’une structure de fonctionnement légère et de règles de gestion souples.
Il peut être constitué entre différents partenaires publics ou entre un partenaire public au moins et un ou plusieurs organismes privés. Ayant un objectif déterminé devant répondre à une mission d'intérêt général à but non lucratif, le groupement d'intérêt public a une mission administrative ou industrielle et commerciale. Il met en commun un ensemble de moyens et existe pour une durée déterminée ou, depuis la loi no 2011-525 du 17 mai 2011 de simplification et d'amélioration de la qualité du droit, indéterminée.

## Historique
Le GIP s'inspire des groupements d'intérêt économique (GIE), créés par l’ordonnance no 67-821 du 23 septembre 1967 (aujourd’hui intégrée dans le Code du commerce aux articles L. 251-1 et suivants).
Les groupements d'intérêt publics ont été institués pour la première fois par l’article 21 de la loi du 15 juillet 1982 d'orientation et de programmation pour la recherche et le développement technologique de la France (dite « loi Chevènement ») pour les besoins du secteur de la recherche. Les groupements d’intérêt public ont connu ces dernières années un développement très rapide dans tous les domaines de l’action publique. Tous les textes instituant des groupements d'intérêt public continuaient à se référer à l'article 21 de la loi du 15 juillet 1982, puis, à la suite de la création du code de la recherche en 2004, aux articles L. 341-1 à L. 341-4 de ce code.
Les règles générales applicables aux groupements d'intérêt public sont fixées au chapitre II de la loi no 2011-525 du 17 mai 2011 de simplification et d'amélioration de la qualité du droit.

## Régime juridique
Dès 1985 le Conseil d’État s'interroge sur la nature juridique des GIP et estime dans son avis du 15 octobre 1985 "Les groupements d'intérêts publics", délibération n° 338385 que les GIP répondent d'une qualification publique et donc du juge administratif. Cette position est validée lors d'un arrêt du Tribunal des conflits en date du 14 février 2000 : La juridiction administrative est confortée dans sa compétence pour connaître des litiges des GIP. Le Tribunal des Conflits complète l'analyse du Conseil d’État en précisant que le GIP est une personne sui generis.
Pour la passation de leurs marchés publics, les GIP, en tant que personnes morales de droit public, sont soumis au code de la commande publique.

### Conditions de création
Les GIP sont créés pour mettre en commun des moyens émanant de partenaires différents pour poursuivre des objectifs d’intérêt commun. Ils sont instaurés pour développer des coopérations entre collectivités publiques et/ou des partenaires privés avec une représentation majoritaire des intérêts publics. En effet, les personnes publiques et les personnes morales ayant une mission de service public doivent disposer, au sein du groupement, de la majorité du capital ou du moins des droits de vote.
Lorsque le caractère d’une coopération entre collectivités publiques, son mode de financement, exigent la création d’une personne morale autonome, le choix de l’instrument juridique doit se porter sur le GIP. Chaque fois qu’une coopération présente un intérêt public, ou est engagée par des personnes morales de droit public mais fait appel également à des personnes morales de droit privé, le GIP doit être préféré.
Toutefois, il n'est pas permis de créer un GIP pour permettre à des collectivités locales de coopérer quand ces collectivités pourraient constituer un établissement public de coopération intercommunale ou un syndicat mixte.
Les statuts du GIP sont établis par une convention constitutive conclue entre les différents partenaires et qui précisent l'objet et les modalités de fonctionnement. Cette convention est approuvée par l'autorité compétente de l'État.
Le GIP est établi avec un périmètre géographique défini. Il peut l'être pour une durée déterminée, avec possibilité de prorogation, ou pour une durée illimitée, avec possibilité de dissolution anticipée.

### Organisation
Le GIP peut être créé avec ou sans capital, mais s'il dispose d'un capital, les droits des membres ne peuvent être représentés par des titres négociables.
Si le GIP est constitué sans capital, la convention constitutive doit préciser comment les membres participent aux frais de fonctionnement et, le cas échéant, d'investissement du groupement.
L'organe le plus important du GIP est l'assemblée générale des membres. Elle seule peut modifier la convention constitutive, admettre de nouveaux membres, prononcer le retrait d'un membre ou décider la dissolution du GIP. Les statuts du GIP peuvent prévoir l'existence d'un conseil d'administration habilité à prendre les décisions qui ne sont pas réservées à l'assemblée générale.
Le GIP doit être doté d'un directeur, chargé de son administration quotidienne. Le directeur est l'ordonnateur du groupement et a autorité sur le personnel.
Le personnel du groupement est essentiellement constitué d'employés (fonctionnaires ou agents du secteur privé) que les membres mettent à disposition du groupement. Il peut comprendre aussi d'autres agents publics mis à disposition ou accueillis en détachement et, à titre subsidiaire, des agents contractuels.

### Contrôle
Les GIP sont soumis au contrôle de la Cour des comptes, d'une chambre régionale des comptes ou d'une chambre territoriale.
Un groupement peut aussi être soumis au contrôle général économique et financier de l'État.
Enfin, si l'État est membre du groupement, il peut, pour les besoins de son contrôle, désigner auprès du groupement un commissaire du gouvernement.

## Exemples de GIP
- GIP Ecofor
- Cancéropôle Nord-Ouest
- Cancéropôle Île-de-France
- Cancéropôle Grand Ouest
- Cancéropôle Grand Sud-Ouest
- Cancéropôle Est
- GIP LImédia
- GIP Trousse à projets
- GIP RECIA
- Agence nationale du sport - ANS
- GIP Habitat et Interventions Sociales
- GIP SIB : acteur public du numérique au service de la santé et des collectivités[16]
- GIP ARNia
- GIP BULAC
- GIP-Reclus
- GIP 115
- GIP Resah-Idf − resah.fr
- GIP SANTEXCEL
- GIP enfance en danger
- Groupe d'étude et de contrôle des variétés et des semences - GEVES
- Pôle universitaire de Lyon (1995-2007), transformé en établissement public de coopération scientifique sous le nom d'Université de Lyon
- Agences régionales de l'hospitalisation, disparues et remplacées par les agences régionales de santé qui sont des établissements publics
- GIP Info Retraite créé pour l’application du droit à l’information individuelle sur la retraite instauré par la réforme Fillon
- Agence française pour le développement et la promotion de l'agriculture biologique - Agence BIO
- GIP Plateforme régionale d'oncologie de Martinique
- GIP France Haras[17]
- Atelier de recherche et de conservation Nucléart
- Atelier technique des espaces naturels
- GIP Calanques - Parc National
- CIREIF - Cité régionale de l'environnement Ile-de-France GIP
- Maison départementale des personnes handicapées (MDPH), dans chaque département
- Maison des Sciences de l'Homme Ange Guépin (Nantes)
- Maison Départementale des Adolescents (Loire-Atlantique)
- RENATER (Réseau national de télécommunications pour la technologie, l'enseignement et la recherche)
- l'AMUE (Agence de mutualisation des universités et des établissements)
- Pôle international de la Préhistoire
- Premier groupement d'intérêt public interrégional regroupant 6 régions du Massif Central. Statuts validés le 26 août 2008 à Roanne[18].
- GIP FVI: France vétérinaire international
- Mission de recherche « Droit et Justice » (Ministère de la justice / CNRS)
- Agence du service civique
- Institut national de sécurité routière et de recherches (INSERR)
- Institut National du Cancer
- Samu social de Paris
- GIP Atelier International du Grand Paris et des Projets Architecturaux et Urbains
- GIP CPAGE[19] (Communications et Progiciels d'Aide à la GEstion)
- GIP MiPih[20] (Midi Picardie Informatique Hospitalière)
- GIP Ascodocpsy
- GIP Mercator Océan
- Adetef
- GIP Arronax
- GIP de préfiguration du Parc national des forêts de Champagne et Bourgogne
- GIP Jeux équestres mondiaux 2014 (GIP JEM 2014)
- GIP Guichet Entreprises[21]
- Ressources & Territoires
- GIP Vendée Numérique
- GIP MDS (Modernisation des Déclarations Sociales)[22],[23]
- GIP Bretagne Environnement
- GIP Loire Estuaire[24]
- GIP Seine Aval[25]
- GIP Seine et Yvelines Environnement
- GIP pour la Coordination nationale de la formation en microélectronique et en nanotechnologies (CNFM)[26]
- Centre Régional Auvergne-Rhône-Alpes de l'Information Géographique (CRAIG)[27]
- GIP Santé Social Services en Logistique du Golfe du Morbihan (SILGOM)[28]
- France Tiers Lieux[29]
- ÉPRA (1992-2013)
- Health Data Hub
- L'Europe à Mayotte, entre l'État (préfecture de Mayotte) et le Conseil départemental, pour gérer l'attribution des fonds européens (FEDER et FSE) dans le territoire.
- GIP Cafés Cultures[30]
- GIP RESACOOP